# Château de Namedy
Le château de Namedy (en allemand : Burg Namedy) est un château en vallée du Rhin, situé dans le village de Namedy, faisant partie de la commune d'Andernach, dans le land de Rhénanie-Palatinat, en Allemagne. Il est la propriété de la famille de Hohenzollern. Sa construction remonte au XIVe siècle.

## Situation géographique
Le château de Namedy se trouve dans la vallée du fleuve, au nord du village de Namedy. À l’arrière du château débutent les collines boisées des contreforts de l’Eifel. La piste cyclable EuroVelo 15 (EV 15) reliant Coblence à Bonn, dans sa section à gauche du Rhin, passe à proximité immédiate du parc devant le château. De même que le Eifel-Camino, un sentier de grande randonnée, qui débute près de ce lieu pour relier la vallée du Rhin avec Trèves, et au-delà, au réseau des chemins de Compostelle en France et en Espagne.

## Histoire

### Le château fort initial en tant que «Wasserburg»
Le château de Namedy est érigé au XIVe siècle dans le style gothique flamboyant, par la maison patricienne Hausmann de Andernach en tant que Wasserburg (château fort entouré d’eau), incluant le manoir noble de « Niederhof ». Le premier maitre des lieux connu est Gerhardus dictus H(a)usmann (mort en 1211).
Le château est agrandi entre 1550 et 1560 par Dr jur. Antonius von Hausmann et sa seconde épouse Margaretha zu Eltz (de). Antonius (aussi appelé Anton von Husmann) est bourgmestre chevalier de Coblence et membre du conseil de Namedy. Il est également le frère de la dernière abbesse de l’abbaye cistercienne de Namedy, Hildegard von H(a)usmann (1518–1562).
En 1633, durant la guerre de Trente Ans, le château subit des pillages par des soldats suédois.
Après l’extinction de la lignée masculine, et la mort en 1664 de Friedrich Ruprecht von Hausmann, sa fille Anna Katharina apporte le château en dot de mariage à son époux Andreas von Klepping. Puis succède Franz Wilhelm von Klepping. Il paraît cependant que la famille von Klepping, originaire de Dortmund, n’a jamais vraiment habité le château de Namedy, qui est finalement vendu en 1700.

### Le châteaubaroque

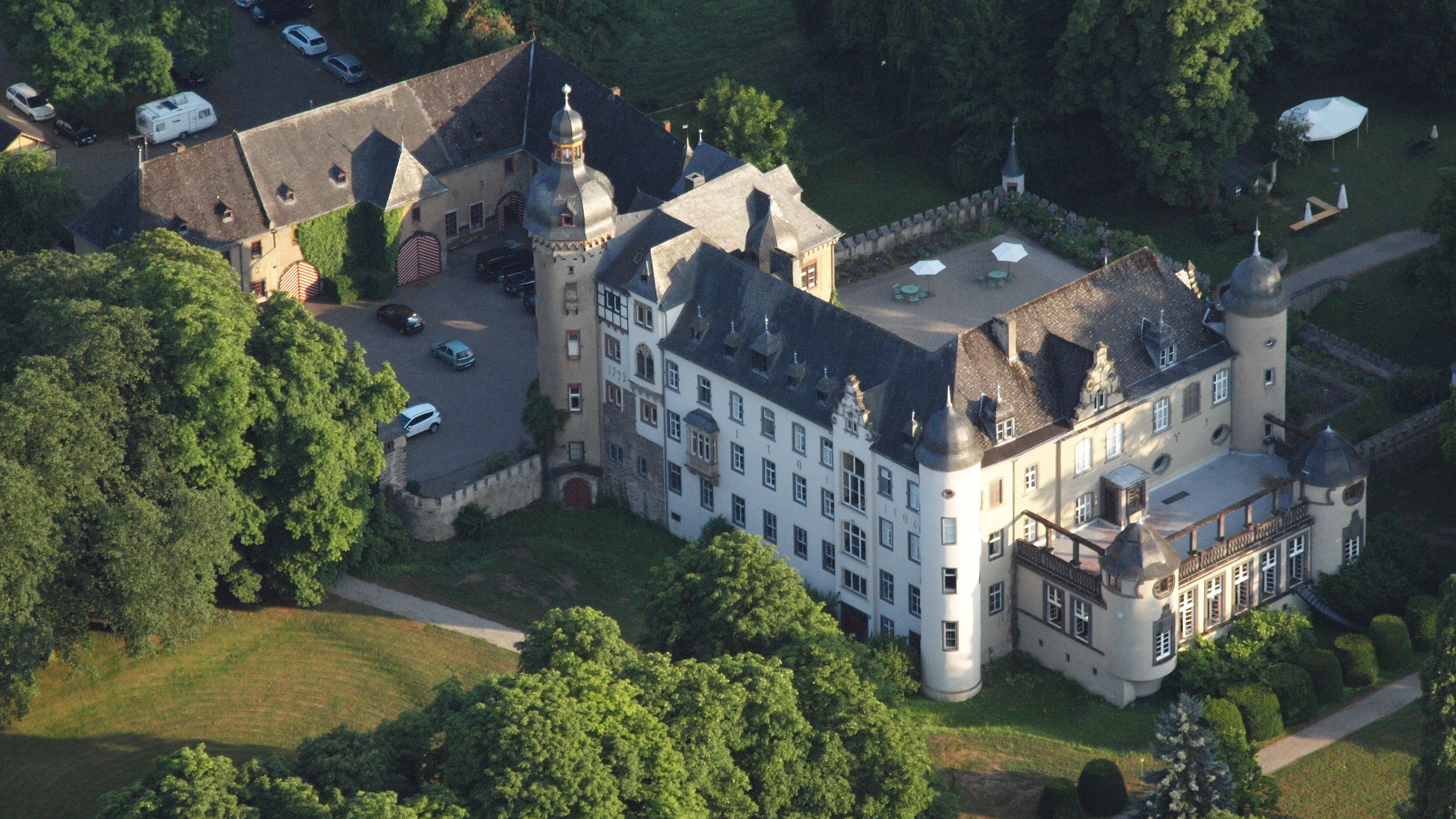
Château de Namedy, vue aérienne.

C’est Johann Arnold von Solemacher (1657–1734), originaire de Coblence et chancelier de l’électorat de Trèves, qui acquiert en 1700 le domaine de Namedy pour la somme de 7500 thalers d’empire, à Maximilian Melchior von Klepping, fils de Franz Wilhelm. Le nouveau propriétaire Johann Arnold est adoubé au rang de chevalier en 1718 par l’empereur Charles VI, en reprenant le nom et les blasons de l'ancienne famille Husmann de Namedy. Johann Arnold transforme le château-fort en château de plaisance de style baroque. Pour cela, les sections habitables furent rehaussées, et deux ailes créées. Les travaux furent terminés par son fils Johann Hugo von Solemacher (mort en 1763). Les dimensions originales du château (avant la transformation) sont encore clairement visibles aux archives principales de Coblence.

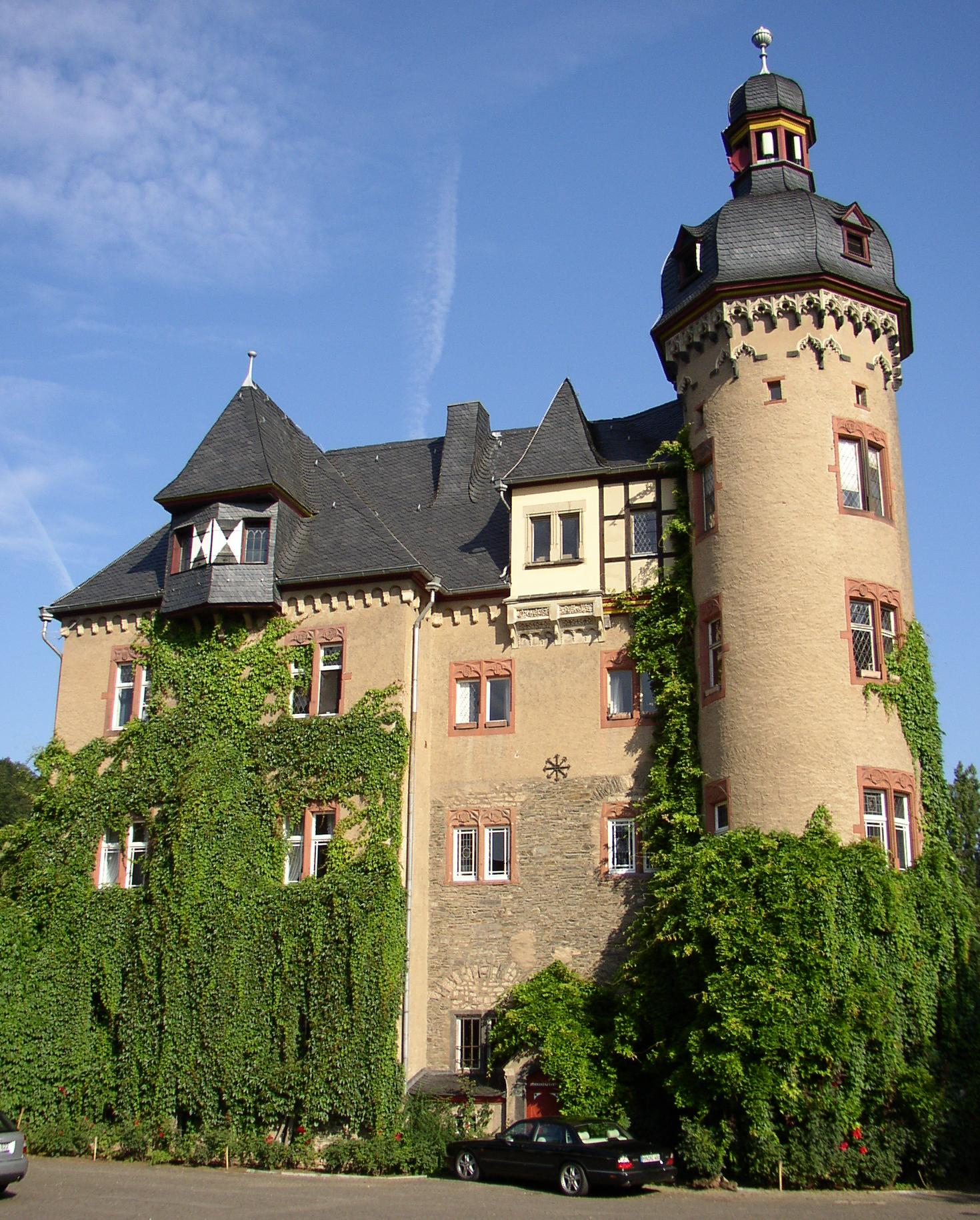
Vue du château depuis le sud.

La famille von Solemacher habite le château jusqu’à l’occupation de la rive gauche du Rhin par des troupes révolutionnaires françaises au début du XIXe siècle. Johann Melchior von Solemacher († 1820) abandonne le château avant l’arrivée des troupes, en emportant beaucoup d’objets vers Coblence. Le château est alors utilisé par l'armée révolutionnaire comme hôpital militaire et dépôt de poudres, ce qui ruine totalement les bâtiments. Des fenêtres, escaliers, planchers et portes sont utilisés comme combustibles pour chauffer la partie hôpital. Craignant alors d‘autres actions de guerre et de destructions, on ne décida de rénover le château qu’à partir de 1856.
Par le mariage de Josephine von Solemacher († 1836), fille de Johann Melchior, avec le Geheimrat (conseiller secret) de l’électorat de Trèves, Christoph Josef Linz, le château devint la propriété de cette dernière famille, mais en 1896, le baron Arnold von Solemacher le rachète. Puis en 1907, c’est le groupe hôtelier des frères Eberbach GmbH, suivi en 1908 par deux magnats du charbon de Haute Silésie, à savoir le comte Henckel von Donnersmarck et le comte zu Hohenlohe-Öhringen.

### XXeetXXIesiècles
Finalement en 1909, le château est acheté par un prince souabe de la maison de Hohenzollern-Sigmaringen. Il s’agit du prince Charles-Antoine de Hohenzollern, alors au service du royaume de Prusse en tant que lieutenant-général. Il avait appris de son coiffeur (originaire d’Andernach) à Berlin que le château de Namedy était disponible à la vente. Disposant des fonds pour l’acquérir, grâce à son épouse, Joséphine de Belgique, sœur du roi des Belges d'Albert Ier, Charles-Antoine est tout de suite séduit par ce château qui avait également l’avantage de se trouver à mi-distance entre Sigmaringen et Bruxelles, les lieux d’origine des familles du couple.
Le prince fait ajouter au château, par l’architecte Clemens Kroth d’Andernach, une galerie des glaces à un étage avec deux tours angulaires.
Durant la Première Guerre mondiale, un hôpital de guerre est aménagé dans cette salle par la princesse Joséphine, mais, dès l’invasion de la Belgique par des troupes allemandes, la maison royale de Belgique arrêta les paiements d’apanage, car bien qu’elle fût la sœur du roi, elle fut aussi l’épouse d’un général allemand.
Lorsque le prince Charles-Antoine revient au château en 1918, il le trouve occupé par des troupes américaines qui montrent peu de respect pour les objets du château et pour sa personne. Il y meurt le 21 février 1919 à l’âge de 51 ans, à la suite des dures épreuves de guerre qu'il avait subies sur plusieurs fronts.
Son fils Albert, prince de Hohenzollern, hérite du château en 1919. En 1933, la coiffe baroque de la tour d’escaliers et celle de la tour du sud-est sont renouvelées. En 1977, le château revient au fils unique d'Albert, le prince Godehard de Hohenzollern. Compte-tenu de l’état délabré des bâtisses à l’époque, Godehard débute des travaux de restauration, puis aménage au château un centre culturel. Par la suite y sont organisés des concerts (de musique classique jusqu’au jazz), des pièces de théâtre et des expositions d’art. La galerie de glaces fut rénovée en 2003 avec la participation de la fondation allemande pour la conservation de monuments (Deutsche Stiftung Denkmalschutz).
Depuis la mort de Godehard en 2001, la direction du château et des événements culturels est sous la responsabilité de sa veuve, la princesse Heide de Hohenzollern.

## Événements au château
Actuellement y sont organisés régulièrement des concerts, des pièces de théâtre, des lectures, ainsi que des expositions d’art, sous l’égide de partenaires culturels, tels que, par exemple, le « Festival Beethoven (de) de Bonn », la fondation « Villa Musica » du land de Rhénanie-Palatinat ou encore la ville d’Andernach.
Le château de Namedy se prête aussi parfaitement aux festivités les plus diverses, et peut être réservé pour des fêtes familiales (comme les mariages) ou des événements professionnels.